# Hogna sanisabel
Hogna sanisabel är en spindelart som först beskrevs av Embrik Strand 1909.  Hogna sanisabel ingår i släktet Hogna och familjen vargspindlar.
Artens utbredningsområde är Uruguay. Inga underarter finns listade i Catalogue of Life.